# アストロドーム
アストロドーム（Astrodome）は、アメリカ合衆国テキサス州ヒューストンにある世界初のドーム球場である。MLBヒューストン・アストロズのフランチャイズとして使用されることを目的に1965年に建設された。1968年からはNFLヒューストン・オイラーズ（現テネシー・タイタンズ）もこの球場を本拠地にした。
当時のアストロズのオーナーのロイ・ホフハインツは、古代の地中海世界にあった7つの驚異的建造物を指す「世界7不思議」を意識して、「世界8番目の不思議」と形容するほど、当時としては画期的な球場だった。球場所有者のハリス郡に支払う高額の使用料が「世界9番目の不思議」とアストロズ側に揶揄されたことがある。
2001年にリライアント・エナジーが命名権を買収し、「リライアント・アストロドーム」に改名したが、以後も「アストロドーム」と呼ばれていた。
2014年1月15日、歴史登録財に登録された。

## 球場の歴史
MLBでは1962年シーズンからヒューストンに「ヒューストン・コルトフォーティーファイブス（45s）」というチームが誕生しナショナルリーグに参加していたが、当地の気温が非常に高く降水量も多いという気候の問題や、夏場の蚊の大量発生などから「より快適な環境で試合を」という考えのもと、1965年に世界初のドーム球場を建設。宇宙基地があることから球場名も「アストロドーム」と命名され、チーム名もこれに合わせて「ヒューストン・アストロズ」に変更したという経緯がある。
屋根の高さは、ベーブ・ルースが打ったとされる史上もっとも高いフライから、208フィート（約63.4メートル）になった。建設途中では当時メジャーリーグ一のノッカーと言われたフィリーズのローバックコーチが何度もノックを打ち上げ、打球が天井にぶつからないか入念にテストした。
当初は自然光を取り入れられるように、屋根には4000枚以上の透光性パネルを使用し、天然芝が敷かれた。しかし、特にデーゲームの際に太陽光が守備をする選手の視線を遮る恐れがあるということで、急遽屋根をアクリル製に変えた。すると、今度は天然芝が枯れてしまう被害がでてしまった。そこで繊維を利用した人工芝を世界で初めて開発し、それを「アストロターフ」と命名。以後世界各地のスポーツ施設に採用されるようになった。
しかし、施設の老朽化が著しくなったことなどから、まずオイラーズが1996年シーズンを最後にテネシー州へ移転。さらに野球の原点である天然芝屋外型球場への回帰が進んでいくこと、そしてアストロズの低迷を背景に1999年のシーズンを最後としてMLBの公式戦での使用が打ち切られ、アストロズは新球場エンロン・フィールド（現：ダイキン・パーク）へ移転することになった。
その後、IWFLのヒューストン・エナジーが2006年まで本拠地としていたり、アメリカで有数のキリスト教伝道団体にまで成長したジョエル・オースティーン・ミニストリーズによって、毎週の礼拝に使用されたりしたが、2008年に老朽化のため閉鎖された。2014年1月15日、歴史登録財に登録された。

## 主要な出来事

### 野球
- 1965年4月9日、ヤンキースとのオープン戦で開場。
- 1965年4月12日、MLB公式戦初開催（フィリーズ 2-0 アストロズ）。
- 1965年9月13日、ジャイアンツのウィリー・メイズが通算500本塁打を達成した。
- 1968年7月9日、オールスターゲーム開催（NL 1-0 AL）。
- 1976年6月15日、洪水のために審判、球場関係者、ファンが球場入りできず、グラウンド外のコンディション不良による試合中止というMLB史上初の珍事が発生した。
- 1981年9月26日、ノーラン・ライアンがドジャース戦で自身通算5度目のノーヒットノーランを達成した（アストロズ 5-0 ドジャース）。
- 1986年7月15日、オールスターゲーム開催（AL 3-2 NL）。ドジャースのフェルナンド・バレンズエラが、オールスター最多タイ記録の5者連続奪三振を達成した。
- 1986年9月25日、マイク・スコットがジャイアンツ戦でノーヒットノーランを達成し、アストロズのナショナルリーグ西地区優勝を決めた（アストロズ 2-0 ジャイアンツ）。
- 1999年10月9日、ナショナルリーグのプレーオフ地区シリーズ第4戦でブレーブスに 5-7 で敗れ、最後の試合となった。

### その他

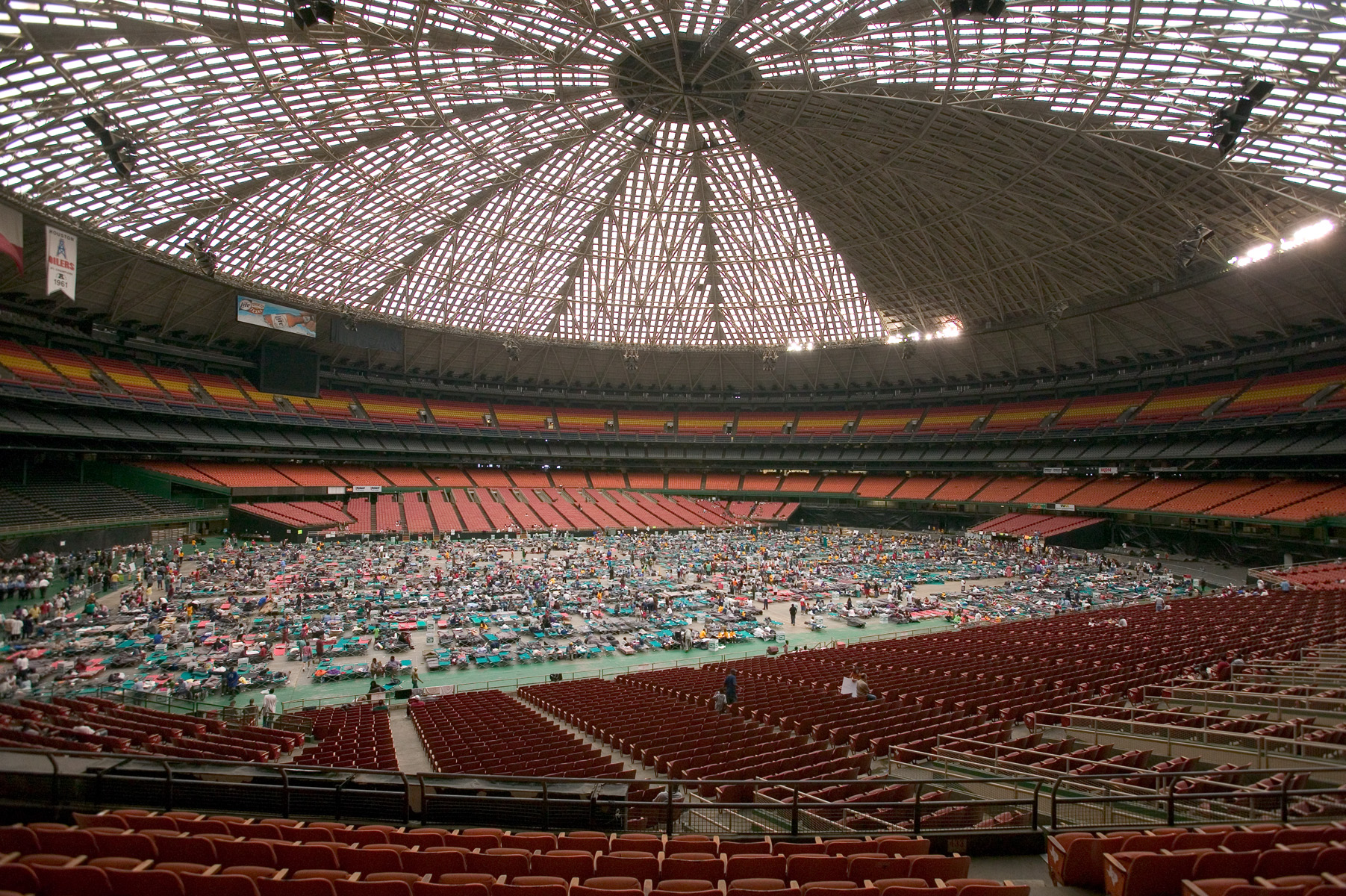
ハリケーン・カトリーナからの避難所として使用されるアストロドーム

- 1973年9月20日、テニスの特別マッチ“Battle of the Sexes”開催。女子プロのビリー・ジーン・キングが、男子プロでウィンブルドン元王者のボビー・リッグスを下した。
- 1981年6月25日、WBA世界ウェルター級王者トーマス・ハーンズが挑戦者パブロ・バエスと対戦し4RKO勝ちで3連続防衛、デビューから32連勝を果たした。
- 1989年2月12日、NBAオールスターゲーム開催（ウエスト 143-134 イースト）。
- 2001年4月1日、WWFレッスルマニアX-Sevenが開催された。アストロドーム史上最多の観客数67,925人を動員した。
- 2005年8月、ハリケーン「カトリーナ」がアメリカ南部に到達したため、数多くの被災者たちの避難場所として提供された。